# Viral Hit
 (mars 2024).
Viral Hit : Bats-toi pour faire des vues (coréen : 싸움독학 ; RR : Ssaumdokak, litt. « Combat autodidacte ») est un manhwa sud-coréen publié sous forme de webtoon écrit par Taejun Pak et illustré par Kim Junghyun. Il est sérialisé via la plateforme webtoon Naver Webtoon de Naver Corporation depuis novembre 2019, les chapitres individuels étant collectés et publiés en huit volumes en décembre 2023. Il est également publié au Japon par Line Manga depuis avril 2020. Le manhwa est publié en français sur la plateforme Webtoon. Une adaptation d'une série télévisée animée produite par Okuruto Noboru, intitulée Viral Hit: How to Fight (喧嘩独学, Kenka Dokugaku), est diffusée depuis avril 2024 sur le bloc de programmation +Ultra de Fuji TV.

## Personnages
Yoo Ho-bin
Woo Ji-hyeok
Ga Eul
Choi Bo-mi
Ppakgo
Seong Tae-hoon
Yeo Roo-mi
Kim Moon-seong
Ssamdak

## Médias

### Anime
Une adaptation en série télévisée animée a été annoncée le 10 février 2024. La série est produite par Okuruto Noboru et réalisée par Masakazu Hishida, avec Toshiya Ono écrivant les scripts de la série, Satomi Miyazaki concevant les personnages et Yutaka Yamada composant la musique. Il devrait être diffusé en avril 2024 sur le bloc de programmation +Ultra de Fuji TV. Crunchyroll a autorisé la série,.